# Eucelatoria aurescens
Eucelatoria aurescens är en tvåvingeart som beskrevs av Townsend 1917. Eucelatoria aurescens ingår i släktet Eucelatoria och familjen parasitflugor. Inga underarter finns listade i Catalogue of Life.